# Врубово-відбійна машина
Врубово-відбійна машина (рос. врубово-отбойная машина, англ. cutter-breaker, cutting-winning machine; нім. Schrämabbaumaschine f) — гірнича машина, призначена для зарубування та відбійки корисної копалини в очисних вибоях.
Див. врубова машина.